# Sonderarchiv Moskau
Das Sonderarchiv Moskau (auch „Zentrum zur Aufbewahrung historisch-dokumentarischer Sammlungen“) ist eine staatliche russische Institution zur Aufbewahrung von Dokumenten nichtrussischer, vor allem deutscher Herkunft („Beuteakten“ des Zweiten Weltkriegs) in Moskau. Sie war ursprünglich selbständig und ist heute dem Russischen Staatlichen Militärarchiv (RGWA) zugeordnet, hat allerdings weiterhin einen autonomen Status mit eigenem Lesesaal, eigenem Personal, eigenen Beständen und eigenen Zugangsregeln.

## Geschichte
Das Archiv wurde 1945 als Aufbewahrungsort für nach der Besetzung Ostpolens durch die Rote Armee 1939 und am Ende des Zweiten Weltkriegs aus Berlin und verschiedenen Auslagerungsorten in Schlesien und Böhmen nach Moskau verschafftes Archivgut gegründet. Das Archiv unterstand dem NKWD (später KGB). Es war zunächst nur Mitarbeitern des Geheimdienstes sowie der Staatsanwaltschaft bekannt und zugänglich. Offiziell unterstützte das Archiv sowjetische Behörden bei der Auffindung und Verurteilung von Kriegsverbrechern. Zugleich diente es aber auch der Geheimdienstarbeit im Ausland und der Suche nach „Volksfeinden“ und „Verrätern“.
Die 1945 requirierten Bestände umfassten sowohl Akten staatlich deutscher Provenienz als auch Archivgut, das zwischen 1933 und 1945 von deutschen Organen in Deutschland und im von deutschen Truppen besetzten Ausland beschlagnahmt worden war, darunter Akten jüdischer, freimaurerischer, politisch linker und liberaler Organisationen, Institutionen und Persönlichkeiten.

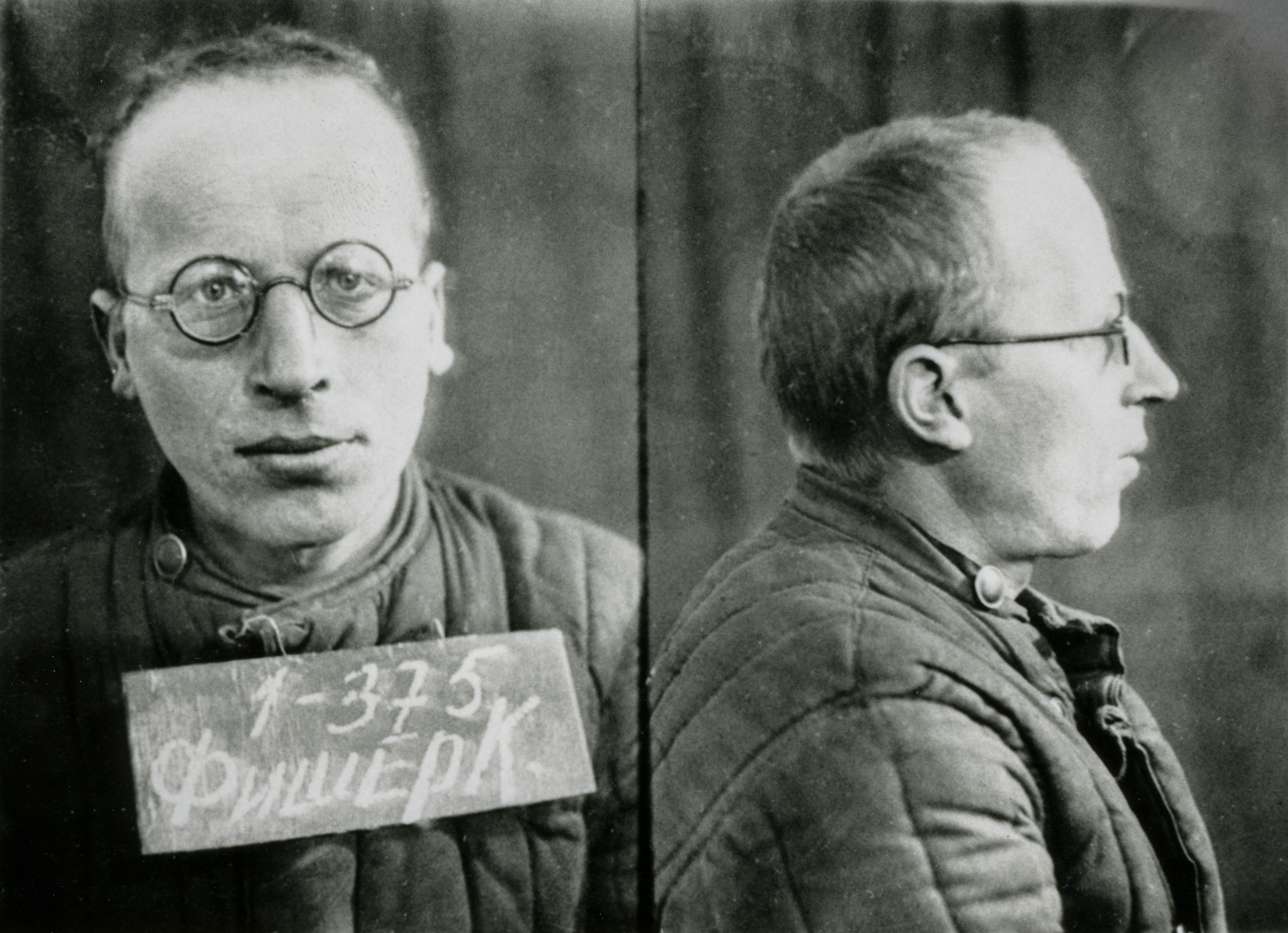
Karl Fischer als sowjetischer Gulag-Häftling. Foto aus einer Akte über Karl Fischer (F. 461/p, Nr. 190278) in der Bestandsgruppe zu Kriegsgefangenen und Internierten des Sonderarchivs Moskau.

Vor allem in den 1950er und 1960er Jahren kam es zu umfangreichen Abgaben von Akten an die DDR, in kleinerem Umfang gab es auch Abgaben an und Übernahmen von anderen sowjetischen Archiven. Im Jahr 1960 wurden als völlig neue Bestandsgruppe Akten aus dem sowjetischen Innenministerium zu Kriegsgefangenen und Internierten sowie zu deren Rückführung 1945–1953 übernommen.
Im Februar 1989 erfuhr die Öffentlichkeit erstmals durch einen Artikel der sowjetischen Tageszeitung Iswestija von der Existenz des Archivs. 1992 folgte seine vollständige und dauerhafte Öffnung, im selben Jahr erhielt es den neuen Namen Zentrum zur Aufbewahrung historisch-dokumentarischer Sammlungen (Центр сохранения историко-документальных коллекций ЦХИДК). 1999 wurde das Archiv administrativ dem räumlich benachbarten Russischen Staatlichen Militärarchiv (RGWA) angegliedert. Es arbeitete jedoch weiterhin autonom, im eigenen Gebäude und mit eigenen Zugangsbedingungen. 
In den 1990er und 2000er Jahren wurden große Teile der ursprünglich von den Deutschen in den besetzten Staaten beschlagnahmten Bestände an die Ursprungsländer zurückgegeben, unter anderem nach Frankreich, Norwegen, Luxemburg, Belgien und Österreich. Heute bewahrt das Sonderarchiv im Wesentlichen noch deutsche und polnische Akten auf.
2015 musste das Sonderarchiv sein eigenes, speziell für dieses Archiv errichtetes Gebäude in der Wyborger Straße an das Archiv für Literatur und Kunst (RGALI) abgeben und in das nahegelegene Gebäude des Militärarchivs umziehen.

## Restitution der deutschen Bestände
In den Jahren nach der Öffnung des Archivs 1990 bestand die Chance für Deutschland, die deutschen Bestände aus Moskau zurückzuerwerben, was von der deutschen Seite jedoch nicht genutzt wurde. 1998 erfolgte die Verabschiedung des sogenannten Beutekunstgesetzes durch die Duma, das neben Kunstwerken auch alle 1945 in die Sowjetunion verbrachten deutschen Dokumente, die sich noch in Russland befanden, zu russischem Staatseigentum erklärte. Aus russischer Perspektive ist eine Restitution der deutschen Akten staatlicher Provenienz im Sonderarchiv somit bis auf weiteres ausgeschlossen.

## Struktur der deutschen Bestände
Das Sonderarchiv bewahrt drei Arten von Beständen auf:
- a) Überlieferungen staatlicher Behörden und Institutionen der Reichs-, Länder- und Kommunalebene (u. a. Auswärtiges Amt, Reichsministerien des Innern, der Justiz, für Wirtschaft, für Finanzen, für Krieg, für die Kirchlichen Angelegenheiten, für Arbeit, für Volksaufklärung und Propaganda, für Reichsluftfahrt und für die besetzten Ostgebiete; RSHA, Polizeipräsidium Berlin, Generalbauinspektor für die Reichshauptstadt u. a.)
- b) von den deutschen Sicherheitsorganen beschlagnahmte personenbezogene Bestände (Teilnachlässe) und Bestände von Organisationen (Juden, Freimaurer, politische Gegner u. a., darunter Akten des Centralvereins und der Berliner Jüdischen Gemeinde) und
- c) Mischbestände (z. B. Justizeinrichtungen in Deutschland, Dokumentarmaterial zu verschiedenen Personen, Illustrationsmaterial).

Der Großteil der Dokumente stammen aus der Zeit zwischen 1918 und 1945. Es gibt aber auch Unterlagen, die aus dem 19. Jahrhundert, vereinzelt sogar aus der frühen Neuzeit stammen.

## Benutzung
- Das Archiv befindet sich im Norden Moskaus unter der Adresse ул. Адмирала Макарова 29, 125212 Москва. Die nächste Metrostation, М Водный стадион, liegt 10–15 Minuten Fußweg entfernt.
- Die Bestände des Sonderarchivs stehen vollständig für wissenschaftliche Forschung offen. Ein Unterstützungsschreiben einer wissenschaftlichen Institution mit Angabe des Forschungsthemas ist erforderlich.
- Ein Nutzer erhält pro Tag nur fünf Akten zur Einsicht, die zwei Tage nach Bestellung zur Verfügung gestellt werden. Im Juli und August ist das Archiv geschlossen.
- Die Findbücher liegen ausschließlich in russischer Sprache vor.
- Kopien können nur vor Ort in Auftrag gegeben, bezahlt und abgeholt werden.
- Die Benutzung von Laptops ist problemlos möglich.